# Craterocephalus randi
Craterocephalus randi är en fiskart som beskrevs av Nichols och Raven, 1934. Craterocephalus randi ingår i släktet Craterocephalus och familjen silversidefiskar. Inga underarter finns listade i Catalogue of Life.